# Enrique Cintolesi
Enrique Rodrigo Cintolesi Uribe (Santiago, 5 de febrero de 1971) es un empresario chileno, quien se desempeñó como actor en los años 1990. Es recordado por haber interpretado a Maximiliano Ossa Marrison, protagonista de la teleserie Tic tac (1997) de TVN.

## Biografía
Egresado de ingeniería comercial de la Universidad de Chile. Debutó en 1997 con el papel protagónico de la cómica teleserie Tic tac de Televisión Nacional de Chile (TVN). Su personaje era un fantasma aristócrata de la época de 1920 de la alta sociedad chilena que había sido asesinado en un crimen pasional, que regresaba a través de una sesión de espiritismo. Compartió roles con Leonor Varela, Yuyuniz Navas, Peggy Cordero y Ximena Rivas. Cintolesi ha declarado públicamente que durante las grabaciones de Tic tac tuvo varios contraparlamentos con Leonor Varela tras cámaras. Sin embargo, lograron finalizar la telenovela de manera amable.
En 1998, Cintolesi creó un proyecto sobre un moai sumergido en Isla de Pascua que se lo presentó al director Vicente Sabatini, lo que finalmente sería la exitosa Iorana protagonizada por Claudia Di Girólamo y Francisco Reyes. En el segundo semestre protagonizó su última teleserie Borrón y cuenta nueva en donde compartió roles con Patricia Rivadeneira y Ximena Rivas.
Fue una de las cartas principales de la directora María Eugenia Rencoret para protagonizar Aquelarre junto a Sigrid Alegría en 1999. Sin embargo, Cintolesi prefirió alejarse de la televisión y enfocarse en su empresa de publicidad.

## Retiro de la actuación
Cintolesi declaró su disconformidad tras el rechazo de su proyecto llamado Oasis que no alcanzó a concretarse.
Un año más tarde, se sorprendió cuando protagonizó Borrón y cuenta nueva y encontró elementos dramáticos de su fallido proyecto, como el tema de los OVNI y la inclusión de escenas en Machu Picchu de similar significancia que San Pedro de Atacama, lugar propuesto por él. Luego de esto, el actor no quiso renovar contrato con TVN y se alejó de las teleseries enfocándose a su empresa de publicidad. 
Una de sus últimas apariciones televisivas fue como presentador del programa Hombre, secretos y verdades de Mega en 2004.

## Teleseries
| Año  | Teleserie               | Personaje                 | Rol         | Canal |
| ---- | ----------------------- | ------------------------- | ----------- | ----- |
| 1997 | Tic tac                 | Maximiliano Ossa Marrison | Protagónico | TVN   |
| 1998 | Borrón y cuenta nueva   | Daniel San Martín         | Protagónico | TVN   |
| 1998 | Mi abuelo, mi nana y yo | Jorge Andrés              | Invitado    | TVN   |

## Autor
| Año  | Teleserie | Escrita por     | Producida por | Dirigida por     | Canal |
| ---- | --------- | --------------- | ------------- | ---------------- | ----- |
| 1998 | Iorana    | Fernando Aragón | Pablo Ávila   | Vicente Sabatini | TVN   |